# Río Lam Tsuen
El río Lam Tsuen (en chino: 林村河; pinyin: Lincun He) es un río chino que atraviesa el distrito de Tai Po en la ciudad de Hong Kong al sur de la República Popular China. En él y en sus orillas habitan gran cantidad de animales de diferentes especies incluyendo la Hong Kong Newt nombre científico Paramesotriton hongkongensis que es una especie de la familia de las salamandras. Este río nace al norte del distrito a unos 750 m sobre el nivel del mar. El río Lam Tsuen tiene una cuenca grande de alrededor de 18,5 kilómetros cuadrados, el volumen total anual promedio es de 14,6 millones de metros cúbicos y su longitud es de 12 km. Según algunos geólogos este río era tributario del río Indus (梧桐河)  pero alrededor de hace 24.000 a 85.000 años una falla geológica se movió y la conexión al río fue cortada.